# Liste der Baudenkmäler in Bütthard
Auf dieser Seite sind die Baudenkmäler in dem unterfränkischen Markt Bütthard zusammengestellt. Diese Tabelle ist eine Teilliste der Liste der Baudenkmäler in Bayern. Grundlage ist die Bayerische Denkmalliste, die auf Basis des Bayerischen Denkmalschutzgesetzes vom 1. Oktober 1973 erstmals erstellt wurde und seither durch das Bayerische Landesamt für Denkmalpflege geführt wird. Die folgenden Angaben ersetzen nicht die rechtsverbindliche Auskunft der Denkmalschutzbehörde.

## Baudenkmäler nach Ortsteilen

### Bütthard
| Lage                                                       | Objekt                                                            | Beschreibung | Akten-Nr.              | Bild           |
| ---------------------------------------------------------- | ----------------------------------------------------------------- | --- | ---------------------- | -------------- |
| Am Vorderen Kreuz, Im Geißenbrunnen                        | Steinkreuz                                                        | Sogenanntes Försterkreuz; nicht nachqualifiziert, im Bayerischen Denkmal-Atlas nicht kartiert | D-6-79-122-92 Wikidata | BW             |
| Bachgasse 13 (Standort)                                    | Hausfigur                                                         | Heilige Familie, zweite Hälfte 19. Jahrhundert | D-6-79-122-6 Wikidata  | weitere Bilder |
| Nähe Bütthard, an Feldweg südlich vom Ort auf der Höhe     | Bildstock                                                         | Neugotisch, 1889; nicht nachqualifiziert, im Bayerischen Denkmal-Atlas nicht kartiert | D-6-79-122-36 Wikidata | BW             |
| Dorfberg 4 ()                                              | Wohngebäude                                                       | Zweigeschossiger Halbwalmdachbau mit Fachwerkobergeschoss, und südlichem jüngeren Anbau, bezeichnet „1719“ | D-6-79-122-9 Wikidata  | weitere Bilder |
| Gaurettersheimer Straße ()                                 | Bildstock                                                         | Giebelbedachter Reliefaufsatz mit Marienkrönung und Pietà, auf Achtkantpfeiler über Postament, neugotisch, bezeichnet „1892“ | D-6-79-122-39 Wikidata | weitere Bilder |
| Hauptstraße 4 ()                                           | Gasthaus Zum Stern                                                | Zweigeschossiger Bruchsteinmauerwerksbau über Sockelgeschoss mit Satteldach, Sandsteingliederung und Freitreppe, 1861 | D-6-79-122-12 Wikidata |                |
| Hauptstraße 5, Nähe Feuerweg (Standort)                    | Hofanlage                                                         | Wohnhaus, zweigeschossiger Bruchsteinmauerwerksbau mit Mansardwalmdach, Hausteingliederung sowie Freitreppe, bezeichnet „1778“ | D-6-79-122-13 Wikidata | weitere Bilder |
| Hauptstraße 5, Nähe Feuerweg (Standort)                    | Hofanlage                                                         | Scheune, eingeschossiger Fachwerkbau mit massivem Sockelgeschoss und Mansardwalmdach, gleichzeitig | D-6-79-122-13 Wikidata | weitere Bilder |
| Hauptstraße 5, Nähe Feuerweg (Standort)                    | Hofanlage                                                         | Ökonomiegebäude, eingeschossiger Bruchsteinmauerwerksbau, teilweise verputzt, mit Mansardwalmdach, gleichzeitig | D-6-79-122-13 Wikidata | weitere Bilder |
| Hauptstraße 5, Nähe Feuerweg (Standort)                    | Hofanlage                                                         | Einfriedung, Haustein und Gusseisenzaun, 19. Jahrhundert | D-6-79-122-13 Wikidata | weitere Bilder |
| Hauptstraße 7 ()                                           | Ehemaliges Wohnstallhaus                                          | Zweigeschossiger Satteldachbau mit Fachwerkoberstock in Ecklage, 16. Jahrhundert | D-6-79-122-14 Wikidata | weitere Bilder |
| Hauptstraße 9 ()                                           | Hausfigur                                                         | Maria Immaculata, um 1870 | D-6-79-122-15 Wikidata |                |
| Hauptstraße 11 ()                                          | Bauernhof                                                         | Wohngebäude, zweigeschossiger Hausteinmauerwerksbau mit Satteldach und Sandsteingliederung, historistisch, mit barocker Hausfigur einer Maria Immaculata, bezeichnet „1873“                                                        | D-6-79-122-16 Wikidata | weitere Bilder |
| Hauptstraße 11 ()                                          | Bauernhof                                                         | Ehemaliges Ökonomiegebäude, zweigeschossiger Hausteinmauerwerksbau mit Satteldach, wohl gleichzeitig | D-6-79-122-16 Wikidata | weitere Bilder |
| Hauptstraße 15 ()                                          | Hausfigur                                                         | Maria Immaculata, barock, Holz, 18. Jahrhundert | D-6-79-122-17 Wikidata | weitere Bilder |
| Höttinger Straße 2 ()                                      | Kreuzschlepper                                                    | Barocke Figur des kreuztragenden Christus auf hohem Postament mit Pietàrelief, darunter Inschriftenkartusche, Sandstein, 18. Jahrhundert                                                                                           | D-6-79-122-10 Wikidata | weitere Bilder |
| Kapellenweg (Standort)                                     | Bildstock                                                         | Baldachinbekrönter Reliefaufsatz mit Marienkrönung, auf Pfeiler mit Heiligenrelief, über gebauchtem Sockel, Sandstein, bezeichnet „1780“                                                                                           | D-6-79-122-19 Wikidata | weitere Bilder |
| Kapellenweg, etwa 100 m ortsauswärts ()                    | Wegkreuz                                                          | Sandsteinkruzifixus, 1816; nicht nachqualifiziert, im Bayerischen Denkmal-Atlas nicht kartiert | D-6-79-122-23 Wikidata |                |
| Kapellenweg 6 (Standort)                                   | Bildstock                                                         | Baldachinbekrönter Reliefaufsatz mit Dreifaltigkeit, auf Pfeiler mit Heiligenreliefs, über gebauchtem Sockel, Sandstein, bezeichnet „1789“                                                                                         | D-6-79-122-18 Wikidata | BW             |
| Kapellenweg 45 (Standort)                                  | Katholische Kapelle St. Laurentius                                | Sogenannte Frauenkapelle, Saalbau mit eingezogenem Chor und Dachreiter mit Spitzhelm, um 1620; mit Ausstattung | D-6-79-122-20 Wikidata | weitere Bilder |
| Kapellenweg 45 (Standort)                                  | Bildstockstumpf                                                   | 18. Jahrhundert; nicht nachqualifiziert, im Bayerischen Denkmal-Atlas nicht kartiert | D-6-79-122-21 Wikidata | BW             |
| Nähe Kapellenweg (Standort)                                | Mariensäule                                                       | Madonna auf kannelierter Säule über hohem Postament mit Inschriftenfeld, Sandstein, bezeichnet „1893“ | D-6-79-122-22 Wikidata | weitere Bilder |
| Marktplatz (Standort)                                      | Mariensäule                                                       | Madonnenfigur auf hoher, kannelierter Säule über Sockel, Sandstein, bezeichnet „1886“ | D-6-79-122-29 Wikidata | weitere Bilder |
| Marktplatz 1 (Standort)                                    | Türrahmung                                                        | bezeichnet „1808“ | D-6-79-122-24 Wikidata | weitere Bilder |
| Marktplatz 1 (Standort)                                    | Wappenrelief des Würzburger Bischofs Lorenz von Bibra             | Bezeichnet „1403“ | D-6-79-122-24 Wikidata | weitere Bilder |
| Marktplatz 5 (Standort)                                    | Ehemaliger Pfarrhof                                               | Zweigeschossiger Satteldachbau mit traufseitigem Fachwerkobergeschoss und Treppengiebeln, bezeichnet „1599“ | D-6-79-122-25 Wikidata | weitere Bilder |
| Marktplatz 6 (Standort)                                    | Ehemalige Zehntscheune                                            | Bruchsteinmauerwerksbau mit steilem Satteldach, teilweise verputzt, im Kern 17. Jahrhundert | D-6-79-122-26 Wikidata | weitere Bilder |
| Marktplatz 6 (Standort)                                    | Eingemauerter Bildstock                                           | Giebelbedachter Reliefaufsatz mit Pietà, auf Pfeiler, 18./19. Jahrhundert | D-6-79-122-26 Wikidata | weitere Bilder |
| Marktplatz 8 (Standort)                                    | Wohngebäude                                                       | Zweigeschossiger Krüppelwalmdachbau mit Fachwerkobergeschoss und nördlichem, jüngeren Anbau, spätes 18. Jahrhundert | D-6-79-122-27 Wikidata | weitere Bilder |
| Marktplatz 9 ()                                            | Gasthaus                                                          | Zweigeschossiger Bruchsteinmauerwerksbau mit Satteldach, dieses einseitig abgewalmt, mit Tordurchfahrt, Hausteingliederung in Formen der Neorenaissance, sowie Hausfigur eines Herz Jesu, 1898                                     | D-6-79-122-28 Wikidata | weitere Bilder |
| Raiffeisenstraße 2 ()                                      | Wohngebäude                                                       | Zweigeschossiger Bruchsteinmauerwerksbau in Ecklage, mit Walmdächern und Hausteingliederung, historistisch, um 1870/80 | D-6-79-122-31 Wikidata | weitere Bilder |
| Raiffeisenstraße 4 ()                                      | Rathaus                                                           | Zweigeschossiger Satteldachbau mit traufseitigem Fachwerkobergeschoss und Treppengiebeln, frühes 17. Jahrhundert | D-6-79-122-5 Wikidata  | weitere Bilder |
| Raiffeisenstraße 4 ()                                      | Totenleuchte                                                      | Zu drei Seiten rundbogig geöffneter Nischenaufsatz mit leicht abgetreppter Bedachung, Muschelkalk, 15./16. Jahrhundert | D-6-79-122-91 Wikidata | weitere Bilder |
| Raiffeisenstraße 6 (Standort)                              | Katholische Pfarrkirche St. Peter und Paul                        | Saalbau mit eingezogenem Chor und östlichem Chorturm mit Spitzhelm, Turm 1594–96, Langhaus nach Plänen von Johann Philipp Geigel, 1769–1771, nach Westen verlängert unter Wiederherstellung der Westfassade, 1865; mit Ausstattung | D-6-79-122-3 Wikidata  | weitere Bilder |
| Raiffeisenstraße 6 (Standort)                              | Ölberggruppe                                                      | Lebensgroße Sandsteinfiguren, 17. Jahrhundert | D-6-79-122-3 Wikidata  | weitere Bilder |
| Raiffeisenstraße 6 ()                                      | Kreuzigungsgruppe                                                 | Kruzifix auf Postament mit Inschriftenfeld, flankiert von Johannes und Maria, Sandstein, 18. Jahrhundert | D-6-79-122-3 Wikidata  | weitere Bilder |
| Raiffeisenstraße 8 ()                                      | Ehemaliges Amtshaus                                               | Zweigeschossiger, verputzter Mansardwalmdachbau mit geohrten Fensterrahmungen, 18. Jahrhundert, Amtshaus des Amtes Bütthard | D-6-79-122-32 Wikidata | weitere Bilder |
| Simmringer Straße, an Feldweg südlich vom Ort auf der Höhe | Wegkreuz                                                          | Zweite Hälfte 19. Jahrhundert; nicht nachqualifiziert, im Bayerischen Denkmal-Atlas nicht kartiert | D-6-79-122-37 Wikidata | BW             |
| Simmringer Straße 7 (Standort)                             | Wappenrelief des Würzburger Fürstbischofes Julius Echter          | Bezeichnet „1583“ | D-6-79-122-33 Wikidata | weitere Bilder |
| Simmringer Straße 8 ()                                     | Heiligenfigur                                                     | Barocke Sandsteinstatue einer Maria Immaculata auf Postament mit Inschriftenfeld, Sandstein, bezeichnet „1769“ | D-6-79-122-34 Wikidata | weitere Bilder |
| Simmringer Straße 12, an der Straße nach Oesfeld ()        | Wegkreuz                                                          | Kruzifix mit Kleeblattkreuz, Holz, um 1860/70 | D-6-79-122-38 Wikidata | weitere Bilder |
| Vilchbander Straße 2 ()                                    | Ehemaliger Schlussstein der Toreinfahrt zum ehemaligen Schafhofes | Mit Wappenrelief des Fürstbischofs Johann Philipp von Schönborn, bezeichnet „1677“ | D-6-79-122-35 Wikidata |                |
| Vilchbander Straße 2 an Nebengebäude ()                    | Pietàrelief                                                       | 17./18. Jahrhundert | D-6-79-122-35 Wikidata |                |

### Gaurettersheim
| Lage                                            | Objekt                                      | Beschreibung | Akten-Nr.              | Bild           |
| ----------------------------------------------- | ------------------------------------------- | --- | ---------------------- | -------------- |
| Baderhölzlein (Standort)                        | Bildstock                                   | Giebelbedachter Reliefaufsatz mit 14 Nothelfern, rückseitig Madonna, auf Pfeiler mit Heiligenreliefs über Sockel mit Inschrift, Sandstein, neugotisch, bezeichnet „1883“ | D-6-79-122-59 Wikidata | BW             |
| Bärenacker (Standort)                           | Wegkreuz                                    | Kruzifix auf Sockel mit Inschriftentafel, darauf trauernde Muttergottes, Sandstein, bezeichnet „1818“                                                                    | D-6-79-122-56 Wikidata | BW             |
| Insinger Straße 1 (Standort)                    | Wohngebäude                                 | Zweigeschossiger, verputzter Krüppelwalmdachbau mit Hausteingliederung, spätes 18. Jahrhundert                                                                           | D-6-79-122-44 Wikidata | weitere Bilder |
| Insinger Straße 1 (Standort)                    | Wappenstein                                 | Mit bischöflich-würzburgischer Heraldik, in die Grundstücksmauer eingelassen, frühes 17. Jahrhundert                                                                     | D-6-79-122-44 Wikidata | weitere Bilder |
| Insinger Straße 1 (Standort)                    | Mariensäule                                 | Sandsteinfigur der Maria Immaculata auf Säule über Postament, Ende 18. Jahrhundert                                                                                       | D-6-79-122-44 Wikidata | weitere Bilder |
| Kirchweg (Standort)                             | Katholische Pfarrkirche St. Michael         | Saalbau mit eingezogenem Chor und westlichem Turm mit Pyramidendach, neuromanisch, 1874; mit Ausstattung, inmitten einer ehemals befestigten Anlage auf ummauertem Hügel | D-6-79-122-40 Wikidata | weitere Bilder |
| Nähe Kirchweg (Standort)                        | Kirchhofbefestigung                         | | D-6-79-122-40 Wikidata | weitere Bilder |
| Nähe Kirchweg (Standort)                        | Friedhof                                    | Eingemauerte Anlage mit Grabmälern des späten 19./ frühen 20. Jahrhunderts                                                                                               | D-6-79-122-51 Wikidata | weitere Bilder |
| Nähe Kirchweg (Standort)                        | Friedhofsmauer                              | Bruchsteinmauerwerk, letztes Viertel 19. Jahrhundert | D-6-79-122-51 Wikidata | BW             |
| Nähe Kirchweg (Standort)                        | Friedhofskreuz                              | Kruzifix auf Tischsockel mit Inschriftenkartusche, Sandstein, erste Hälfte 19. Jahrhundert                                                                               | D-6-79-122-51 Wikidata | weitere Bilder |
| Pfaffenweg (Standort)                           | Bildstock                                   | Giebelbedachter Reliefaufsatz mit Madonnenbüste, auf Pfeiler mit Heiligenreliefs, über Tischsockel Sandstein, bezeichnet „1880“                                          | D-6-79-122-54 Wikidata | BW             |
| Pfaffenweg, am südlichen Ortsausgang (Standort) | Bildstock                                   | Relief Marienkrönung/Gnadenstuhl, letztes Drittel 18. Jahrhundert | D-6-79-122-57 Wikidata | BW             |
| Vor St.-Michael-Straße 3 (Standort)             | Bildstock                                   | Baldachinbekrönter Reliefaufsatz mit Marienkrönung, auf Pfeiler mit Heiligenreliefs, über Sockel mit Inschriftenkartusche, Sandstein, letztes Viertel 18. Jahrhundert    | D-6-79-122-43 Wikidata | weitere Bilder |
| St.-Michael-Straße 3 (Standort)                 | Bauernhof                                   | Wohngebäude, zweigeschossiger Hausteinmauerwerksbau mit Satteldach, reich profiliert, mit Hausmadonna, bezeichnet „1884“                                                 | D-6-79-122-42 Wikidata | weitere Bilder |
| St.-Michael-Straße 3 (Standort)                 | Bauernhof                                   | Ökonomiegebäude, eingeschossiger Hausteinmauerwerksbau mit Satteldach, gleichzeitig                                                                                      | D-6-79-122-42 Wikidata | BW             |
| St.-Michael-Straße 3 (Standort)                 | Bauernhof                                   | Scheune, Hausteinmauerkwersbau mit Satteldach, gleichzeitig | D-6-79-122-42 Wikidata | BW             |
| St.-Michael-Straße 3 (Standort)                 | Bauernhof                                   | Ökonomiegebäude, kleiner Hausteinmauerwerksbau mit Satteldach und Zwerchhaus, gleichzeitig                                                                               | D-6-79-122-42 Wikidata | weitere Bilder |
| St.-Michael-Straße 3 (Standort)                 | Bauernhof                                   | Hoftoranlage, gleichzeitig | D-6-79-122-42 Wikidata | BW             |
| St.-Michael-Straße 9 (Standort)                 | Hausfigur                                   | Maria Immaculata, Sandstein, zweite Hälfte 19. Jahrhundert | D-6-79-122-47 Wikidata | weitere Bilder |
| St.-Michael-Straße 10 (Standort)                | Hoftoranlage                                | Spätes 18. Jahrhundert | D-6-79-122-50 Wikidata | weitere Bilder |
| St.-Michael-Straße 10 (Standort)                | Bildstockaufsatz                            | Engel mit Tuch, darauf Fünf Wunden Christi, ins Nebengebäude eingemauert, Sandstein, bezeichnet „1680“                                                                   | D-6-79-122-50 Wikidata | weitere Bilder |
| St.-Michael-Straße 12 (Standort)                | Ehemaliger Pfarrhof, ehemaliges Pfarrhaus   | Dreigeschossiger, verputzter Halbwalmdachbau, 1774 | D-6-79-122-41 Wikidata | weitere Bilder |
| St.-Michael-Straße 12 (Standort)                | Ehemaliger Pfarrhof, ehemalige Pfarrscheune | Hausteinmauerwerksbau mit Halbwalmdach und Wappenstein, gleichzeitig | D-6-79-122-41 Wikidata | weitere Bilder |
| St.-Michael-Straße 12 (Standort)                | Ehemaliger Pfarrhof, Hoftoranlage           | Gleichzeitig | D-6-79-122-41 Wikidata | weitere Bilder |
| St.-Michael-Straße 16 (Standort)                | Bildstock                                   | Giebelbedachter Reliefaufsatz mit Kreuzabnahme, auf Pfeiler mit Heiligenreliefs über Sockel mit Inschrift, Sandstein, bezeichnet „1907“                                  | D-6-79-122-52 Wikidata | weitere Bilder |
| Sankt-Michael-Straße 18 (Standort)              | Wohngebäude                                 | Zweigeschossiger, verputzter Halbwalmdachbau mit profilierten Fensterrahmungen und Sandsteinpietà als Hausfigur, bezeichnet „1742“                                       | D-6-79-122-49 Wikidata | weitere Bilder |
| Sankt-Michael-Straße 20 (Standort)              | Hausfigur                                   | Barocke Madonnenskulptur, Holz, zweite Hälfte 18. Jahrhundert | D-6-79-122-48 Wikidata | weitere Bilder |
| Tiefenthaler Straße (Standort)                  | Bildstock                                   | Baldachinbekrönter Reliefaufsatz mit Marienkrönung, auf Pfeiler mit Heiligenreliefs, über Sockel, Sandstein, bezeichnet „1842“                                           | D-6-79-122-55 Wikidata | weitere Bilder |

### Gützingen
| Lage                                                     | Objekt                                                | Beschreibung | Akten-Nr.              | Bild           |
| -------------------------------------------------------- | ----------------------------------------------------- | --- | ---------------------- | -------------- |
| Am Kirchplatz 2 (Standort)                               | Wohngebäude                                           | Zweigeschossiger Bruchsteinmauerwerksbau mit Satteldach und Hausteingliederung, 19. Jahrhundert über älterem Kern; Hoftoranlage mit separater Pforte, gleichzeitig               | D-6-79-122-98 Wikidata | weitere Bilder |
| Am Kirchplatz 2 (Standort)                               | Hoftoranlage                                          | Mit separater Pforte, gleichzeitig | D-6-79-122-98 Wikidata | weitere Bilder |
| Am Kirchplatz 3 (Standort)                               | Heiligenfigur                                         | Sandsteinskulptur einer Maria Immaculata auf Sockel, in die Grundstücksmauer eingelassen, 18./19. Jahrhundert                                                                    | D-6-79-122-61 Wikidata | weitere Bilder |
| Am Kirchplatz 4 (Standort)                               | Kruzifix                                              | Auf Tischsockel mit Inschrift, in die Hauswand eingelassen, 19. Jahrhundert | D-6-79-122-63 Wikidata | weitere Bilder |
| Am Kirchplatz 5 (Standort)                               | Wohngebäude                                           | Zweigeschossiger Fachwerkbau mit Krüppelwalmdach, im Kern 17. Jahrhundert, nach 1825 erneuert                                                                                    | D-6-79-122-96 Wikidata | weitere Bilder |
| Am Kirchplatz 12 (Standort)                              | Ehemaliges Schulhaus                                  | Eingeschossiger, verputzter Halbwalmdachbau, erstes Viertel 19. Jahrhundert | D-6-79-122-97 Wikidata | weitere Bilder |
| Am Kirchplatz 14 (Standort)                              | Bildstock                                             | Baldachinbekrönter Reliefaufsatz mit Marienkrönung, auf Pfeiler mit Heiligenreliefs, über erneuertem Sockel, Sandstein, Ende 18. Jahrhundert                                     | D-6-79-122-62 Wikidata | weitere Bilder |
| Nähe Am Kirchplatz (Standort)                            | Katholische Kuratiekirche St. Andreas und St. Jakobus | Chorturmkirche, Saalbau mit eingezogenem Chor und östlichem Chorturm mit Zwiebelhaube, im Kern 17. Jahrhundert, 1792 verändert; mit Ausstattung                                  | D-6-79-122-60 Wikidata | weitere Bilder |
| Nähe Am Kirchplatz (Standort)                            | Ehemalige Friedhofsmauer                              | Bruchsteinmauerwerk, gleichzeitig | D-6-79-122-60 Wikidata | weitere Bilder |
| Bergstraße 3 (Standort)                                  | Ehemaliges Pfarrhaus                                  | Zweigeschossiger Bruchsteinmauerwerksbau mit Walmdach und Hausteingliederung, um 1860/70                                                                                         | D-6-79-122-64 Wikidata | weitere Bilder |
| Bergstraße 3 (Standort)                                  | Einfriedung                                           | Gleichzeitig | D-6-79-122-64 Wikidata | weitere Bilder |
| Bergstraße 9 (Standort)                                  | Bildstock                                             | Baldachinbekrönter Reliefaufsatz mit Marienkrönung, auf Pfeiler mit Heiligenreliefs, über Sockel mit Inschriftenkartusche, bezeichnet „1798“                                     | D-6-79-122-95 Wikidata | weitere Bilder |
| Bergstraße, Dorfacker (Standort)                         | Pietà                                                 | Vesperbild auf hohem Sockel mit Inschrift, Sandstein, bezeichnet „1868“ | D-6-79-122-2 Wikidata  | weitere Bilder |
| Grundacker, an der Straße nach Gaubüttelbrunn (Standort) | Feldkreuz                                             | Kruzifix auf Postament mit Inschriftenfeld, Sandstein, bezeichnet „1888“ | D-6-79-122-65 Wikidata | BW             |
| Hofacker (Standort)                                      | Bildstock                                             | Baldachinbekrönter Reliefaufsatz mit Marienkrönung, rückseitig 14 Nothelfer, auf Pfeiler mit Heiligenreliefs, über Sockel mit Inschriftenkartusche, Sandstein, bezeichnet „1783“ | D-6-79-122-66 Wikidata | weitere Bilder |
| Seebachstraße 1 (Standort)                               | Heiligenfigur                                         | Sandsteinskulptur einer Maria Immaculata mit Postament mit Inschrift, über Tischsockel, bezeichnet „1833“                                                                        | D-6-79-122-94 Wikidata | weitere Bilder |
| Steig (Standort)                                         | Wegkreuz mit Linde                                    | Trauernde Maria, Sandstein, um 1800; nicht nachqualifiziert, im Bayerischen Denkmal-Atlas nicht kartiert                                                                         | D-6-79-122-93 Wikidata | BW             |
| Bergstraße ()                                            | Kreuzstein, wohl Sühnekreuz                           | gleichschenklige Kreuzarme mit abgefasten Kanten, wohl spätmittelalterlich | D-6-79-122-122         |                |
| Büttharder Straße ()                                     | Bildstock                                             | rechteckiger Pfeiler mit Inschrift, Aufsatz mit Konsole und Relief der Pietà, bezeichnet mit "1710"                                                                              | D-6-79-122-121         |                |
| Gaubüttelbrunner Straße ()                               | Kreuzstein, wohl Sühnekreuz                           | mit gleichschenkligen Kreuzarmen, wohl spätmittelalterlich | D-6-79-122-123         |                |

### Hetzenmühle
| Lage                     | Objekt                         | Beschreibung | Akten-Nr.              | Bild |
| ------------------------ | ------------------------------ | --- | ---------------------- | ---- |
| Hetzenmühle 1 (Standort) | Mühlenanwesen, ehemalige Mühle | Zweigeschossiger, verputzter Halbwalmdachbau mit südlichem Sockelgeschoss und Fachwerkobergeschoss, mit profilierten Fensterrahmungen, Wappenstein, bezeichnet mit „1583“ | D-6-79-122-67 Wikidata | BW   |
| Hetzenmühle 1 (Standort) | Mühlenanwesen, Scheune         | Fachwerkbau mit Satteldach, wohl 18./19. Jahrhundert | D-6-79-122-67 Wikidata | BW   |

### Höttingen
| Lage                                                                     | Objekt                                               | Beschreibung | Akten-Nr.              | Bild           |
| ------------------------------------------------------------------------ | ---------------------------------------------------- | --- | ---------------------- | -------------- |
| Am Bild, in der Ortsmitte, am Kreuzungspunkt von drei Straßen (Standort) | Pietà                                                | Vesperbild auf hohem Sockel mit Inschriftenfeld, historistisch, Sandstein, bezeichnet „1867“                                                                                                   | D-6-79-122-1 Wikidata  | weitere Bilder |
| Am Bild 1, auf der Grundstücksmauer (Standort)                           | Heiligenfigur                                        | Madonna, 19. Jahrhundert | D-6-79-122-78 Wikidata | BW             |
| Am Bild 2 (Standort)                                                     | Katholische Kuratiekirche St. Burkard und Bonifatius | Saalbau mit eingezogenem Chor, Dachreiter mit Glockendach, von 1614, nach Westen um reiche Westfassade mit Pilastergliederung und Volutengiebel verlängert, bezeichnet „1706“; mit Ausstattung | D-6-79-122-68 Wikidata | weitere Bilder |
| Am Bild 2 (Standort)                                                     | Ehemalige Friedhofsmauer                             | um die Kirche, vierseitig ummauerte Terrasse mit doppelläufigem Treppenaufgang, 18. Jahrhundert                                                                                                | D-6-79-122-68 Wikidata | weitere Bilder |
| Beim Bild (Standort)                                                     | Bildstock                                            | Giebelbedachter Reliefaufsatz mit 14 Nothelfern, rückseitig Pietà, auf Pfeiler mit Heiligenrelief über Tischsockel, neugotisch, Sandstein, Mitte 19. Jahrhundert                               | D-6-79-122-72 Wikidata | BW             |
| Gaurettersheimer Weg (Standort)                                          | Wegkreuz                                             | Kruzifix auf Tischsockel mit Inschriftentafel, davor schmerzhafte Muttergottes, Sandstein, bezeichnet „1897“                                                                                   | D-6-79-122-74 Wikidata | weitere Bilder |
| Nähe Am Friedhof (Standort)                                              | Friedhofskreuz                                       | Kruzifix auf Postament mit Inschriftenfeld, Sandstein, bezeichnet „1842“ | D-6-79-122-69 Wikidata | weitere Bilder |
| Schulstraße (Standort)                                                   | Bildstock                                            | Baldachinbekrönter Reliefaufsatz mit Dreifaltigkeit und Pietà, auf Pfeiler mit Heiligenreliefs, spätes 18. Jahrhundert, Sandstein, über Sockel, bezeichnet „1897“                              | D-6-79-122-73 Wikidata | weitere Bilder |
| Sankt-Burkard-Straße 10 (Standort)                                       | Bildstock                                            | Reliefaufsatz mit Pietà, darunter Darstellung eines Unfalls mit dem Erntewagen, auf Pfeiler mit Stiftungsinschrift, bezeichnet „1720“, Sandstein, über Sockel mit Inschrift, 19. Jahrhundert   | D-6-79-122-70 Wikidata | weitere Bilder |

### Oesfeld
| Lage                                                              | Objekt                             | Beschreibung | Akten-Nr.              | Bild           |
| ----------------------------------------------------------------- | ---------------------------------- | --- | ---------------------- | -------------- |
| Bowieser Straße 3 (Standort)                                      | Wohngebäude                        | Zweigeschossiger, verputzter Satteldachbau über hohem Sockel, massive Giebelseite mit profilierten, gestelzten Fensterrahmungen, 17. Jahrhundert                  | D-6-79-122-77 Wikidata | weitere Bilder |
| Bowieser Straße 3 (Standort)                                      | Nebengebäude                       | Eingeschossiger Massivbau mit Satteldach, Holzlege und Giebelfachwerk, 18./19. Jahrhundert                                                                        | D-6-79-122-77 Wikidata | weitere Bilder |
| Bowieser Straße 3 (Standort)                                      | Einfriedung                        | | D-6-79-122-77 Wikidata | weitere Bilder |
| Bowieser Straße, Büttharder Straße (Standort)                     | Heiligenfigur                      | Sandsteinskulptur einer Maria Immaculata auf hohem Sockel mit Inschrift, Mitte 19. Jahrhundert                                                                    | D-6-79-122-79 Wikidata | weitere Bilder |
| Büttharder Straße (Standort)                                      | Bildstock                          | Monolith, mit giebelebdachtem Nischenaufsatz, darin erneuerter Pietàfigur, auf abgefastem Pfeiler, Sandstein, 16./17. Jahrhundert                                 | D-6-79-122-80 Wikidata | weitere Bilder |
| Büttharder Straße (Standort)                                      | Heiligenfigur                      | Madonna, 1916; nicht nachqualifiziert, im Bayerischen Denkmal-Atlas nicht kartiert                                                                                | D-6-79-122-82 Wikidata | BW             |
| Nähe Büttharder Straße (Standort)                                 | Bildstock                          | Baldachinbekrönter Reliefaufsatz mit Marienkrönung, rückseitig 14 Nothelfer, auf Pfeiler mit Heiligenreliefs, über Sockel, Sandstein, spätes 18. Jahrhundert      | D-6-79-122-81 Wikidata | weitere Bilder |
| Büttharder Straße 1 (Standort)                                    | Katholische Pfarrkirche St. Erhard | Saalbau mit eingezogenem Chor und Westturm mit Glockendach, klassizistisch, 1811; mit Ausstattung                                                                 | D-6-79-122-75 Wikidata | weitere Bilder |
| Büttharder Straße 8 (Standort)                                    | Bauernhof                          | Wohngebäude, zweigeschossiger, verputzter Massivbau mit Krüppelwalmdach und Hausfigur eine Maria Immaculata, erstes Viertel 19. Jahrhundert                       | D-6-79-122-76 Wikidata | weitere Bilder |
| Büttharder Straße 8 (Standort)                                    | Bauernhof                          | Scheune, eingeschossiger Massivbau mit Satteldach und Fachwerkgiebel, gleichzeitig                                                                                | D-6-79-122-76 Wikidata | BW             |
| Grafeneiche (Standort)                                            | Bildstock                          | Reliefaufsatz mit Pietà auf Säule über gebauchtem Sockel, Sandstein, Mitte 18. Jahrhundert                                                                        | D-6-79-122-83 Wikidata | weitere Bilder |
| Höttinger Hub (Standort)                                          | Kapelle                            | Kleiner Saalbau mit Satteldach und Dachreiter, am Sterbeort des Fürstbischofs Johann Philipp Franz von Schönborn (gestorben 1724), 1932                           | D-6-79-122-86 Wikidata | BW             |
| Höttinger Hub, vor der Gedenkkapelle im Oesfelder Wald (Standort) | Bildstock                          | Reliefaufsatz mit Pietà auf Rundsäule mit Wappenrelief, über Postament mit Inschriftenkartusche, Sandstein, um 1750                                               | D-6-79-122-87 Wikidata | BW             |
| Höttinger Hub (Standort)                                          | Kreuzweg                           | 14 Stationen mit neugotischen Eisenrelieftafeln, entlang des Waldweges zur Gedenkkapelle, zweite Hälfte 19. Jahrhundert                                           | D-6-79-122-88 Wikidata | BW             |
| Kreisstraße WÜ 37 (Standort)                                      | Wegkreuz                           | Sogenanntes Wolzekreuz, Kruzifix auf Sockel, Sandstein, um 1800                                                                                                   | D-6-79-122-84 Wikidata | BW             |
| Messelhausener Weg (Standort)                                     | Bildstock                          | Giebelbedachter Reliefaufsatz mit 14 Nothelfern, rückseitig Madonnenbüste, auf Pfeiler mit Heiligenreliefs, über Sockel, neugotisch, Sandstein, bezeichnet „1882“ | D-6-79-122-85 Wikidata | BW             |

### Tiefenthal
| Lage                      | Objekt                  | Beschreibung | Akten-Nr.              | Bild           |
| ------------------------- | ----------------------- | --- | ---------------------- | -------------- |
| An der Hardt 1 (Standort) | Wegkreuz                | Kruzifix auf Tischsockel mit Inschrift, Sandstein, bezeichnet „1884“                                                                  | D-6-79-122-90 Wikidata | weitere Bilder |
| An der Hardt 3 (Standort) | Katholische Ortskapelle | Schlichter Saalbau mit leicht eingezogenem Chor, sowie Dachreiter mit Pyramidendach, zweites Viertel 19. Jahrhundert; mit Ausstattung | D-6-79-122-89 Wikidata | weitere Bilder |

## Ehemalige Baudenkmäler
In diesem Abschnitt sind Objekte aufgeführt, die früher einmal in der Denkmalliste eingetragen waren, jetzt aber nicht mehr. Objekte, die in anderem Zusammenhang – also z. B. als Teil eines Baudenkmals – weiter eingetragen sind, sollen hier nicht aufgeführt werden. Aktennummern in diesem Abschnitt sind ehemalige, jetzt nicht mehr gültige Aktennummern.

| Lage                                                         | Objekt                 | Beschreibung | Akten-Nr.              | Bild |
| ------------------------------------------------------------ | ---------------------- | --- | ---------------------- | ---- |
| Bütthard Burggraben 5 ()                                     | Hausmadonna            | 19. Jahrhundert | D-6-79-122-7           |      |
| Gaurettersheim Insinger Straße 2 (Standort)                  | Hausfigur              | St. Wendelin, Holz, zweite Hälfte 18. Jahrhundert                                                                             | D-6-79-122-46 Wikidata | BW   |
| Gaurettersheim Insinger Straße 5 (Standort)                  | Bildstockaufsatz       | Mit Relief der 14 Nothelfer, an der Giebelseite, Mitte 19. Jahrhundert                                                        | D-6-79-122-45 Wikidata | BW   |
| Gaurettersheim Nähe St.-Michael-Straße (Standort)            | Relief                 | Gotisches Fragment mit Fialen und Christuskopf, an der Stiege zur Kirche, eingemauert in Terrassenmauer, wohl 15. Jahrhundert | D-6-79-122-53 Wikidata | BW   |
| Gaurettersheim Tiefenthaler Straße, ca. 200 m vor dem Ort () | Bildstock              | Mit Relief 14 Nothelfer, zweites Drittel 19. Jahrhundert                                                                      | D-6-79-122-58 Wikidata |      |
| Tiefenthal Alte Bundesstraße 3 (Standort)                    | Ehemaliges Wohngebäude | Zweigeschossiger Bruchsteinmauerwerksbau mit Satteldach, bezeichnet „1836“                                                    | D-6-79-122-99 Wikidata | BW   |

## Abgegangene Baudenkmäler
In diesem Abschnitt sind Objekte aufgeführt, die früher einmal in der Denkmalliste eingetragen waren, jetzt aber nicht mehr existieren, z. B. weil sie abgebrochen wurden. Aktennummern in diesem Abschnitt sind ehemalige, jetzt nicht mehr gültige Aktennummern.

| Lage                      | Objekt                   | Beschreibung                                                                                   | Akten-Nr.              | Bild |
| ------------------------- | ------------------------ | ---------------------------------------------------------------------------------------------- | ---------------------- | ---- |
| Bütthard Hauptstraße 2 () | Ehemaliges Wohnstallhaus | Zweigeschossiger Satteldachbau mit Fachwerkoberstock, teilweise verputzt, bezeichnet „161“(?). | D-6-79-122-11 Wikidata |      |